# Justizministerkonferenz
Die Konferenz der Justizministerinnen und Justizminister der Länder, kurz Justizministerkonferenz (JuMiKo) ist ein regelmäßiges Treffen der deutschen Justizminister der Länder, welcher der Bundesjustizminister als ständiger Gast beiwohnt. Sie dient zur Koordination der Länder in Justizangelegenheiten und findet jährlich in zwei Präsenzveranstaltungen, jeweils im Frühjahr und im Herbst, statt. Vorbereitet werden die Justizministerkonferenzen von vorangehenden Treffen der Staatssekretäre und Staatsräte der Landesjustizministerien.  Obwohl die Beschlüsse der JuMiKo keine unmittelbaren Rechtswirkungen entfalten, gehen von ihnen jedoch maßgebliche Impulse für die rechtspolitische Entwicklung aus.
Die Justizministerkonferenz ist eine ständige Einrichtung mit jährlich wechselndem Vorsitz. Im Jahr 2025 hat die sächsische Justizministerin Constanze Geiert den Vorsitz inne.